# Pozowice
Pozowice (dawniej Powozowice) – wieś w Polsce położona w województwie małopolskim, w powiecie krakowskim, w gminie Skawina. Znajduje się na prawym brzegu Wisły w Rowie Skawińskim będącym częścią Bramy Krakowskiej.
Wieś była własnością opactwa benedyktynów tynieckich od XIII do XIX wieku, po jego zniesieniu przyłączona została do funduszu religijnego. Położona w powiecie śląskim województwa krakowskiego w końcu XVI wieku. W latach 1975–1998 miejscowość administracyjnie należała do województwa krakowskiego.

Integralne części miejscowości: Nowina, Podlesie, Przy Dzwonnicy, Przy Wale, Przy Wiśle, Raszowa, Ratusz, Skotnia.

## Zabytki
Obiekt wpisany do rejestru zabytków nieruchomych województwa małopolskiego.
- Dzwonnica drewniana.

## Inne zabytki
- figura z Chrystusem błogosławiącym z 1777 roku. Najstarsza figura sakralna w Gminie Skawina;
- spichlerz z XIX wieku, piętrowy z kamienia i cegły;
- dom nr 42 z 1887 roku. W czasie wojny funkcjonowała w nim szkoła;
- dom nr 94 z 1931 roku;
- budynek szkolny z 1936 roku[9] .